# Nikola Maksimović
Nikola Maksimović, cyr. Никола Максимовић (ur. 25 listopada 1991 w Bajinej Bašcie) – serbski piłkarz występujący na pozycji obrońcy we włoskim klubie Genoa.

## Kariera klubowa
Jest wychowankiem Kosmosu Bajina Bašta. W trakcie kariery juniorskiej występował także w Slodze Bajina Bašta i Slobodzie Užice. W 2008 roku dołączył do kadry pierwszego zespołu Slobody. W styczniu 2012 roku przeszedł do Crvenej zvezdy Belgrad.

## Kariera reprezentacyjna
W reprezentacji Serbii zadebiutował 31 maja 2012 roku w meczu przeciwko Francji (0:2).